# Microrégion d'Avaré
 (février 2025).
Si vous disposez d'ouvrages ou d'articles de référence ou si vous connaissez des sites web de qualité traitant du thème abordé ici, merci de compléter l'article en donnant les références utiles à sa vérifiabilité et en les liant à la section « Notes et références ».
La microrégion d'Avaré est l'une des cinq microrégions qui subdivisent la mésorégion de Bauru de l'État de São Paulo au Brésil.
Elle comporte 8 municipalités qui regroupaient 178 609 habitants en 2006 pour une superficie totale de 5 928 km².

## Municipalités[1]
- Águas de Santa Bárbara
- Arandu
- Avaré
- Cerqueira César
- Iaras
- Itaí
- Itatinga
- Paranapanema